# Cosette (énekes)
Cosette, születési nevén Dominique Cozette (1946. május 14.– ) francia popénekes volt, sikereit főleg a yé-yé irányzat képviselőjeként aratta. Később a művészetek nagyon sok területén kipróbálta magát: volt dalszövegíró, próza- és színdarabíró, színész, sőt szobrász is.

## Élete
A Rouen közelében fekvő Canteloup településen született, pályáját a Franciaországban az 1960-as években nagyon népszerű könnyűzenei irányzat, a yé-yé képviselőjeként kezdte mint énekesnő. Zenei pályája nagyon fiatalon indult (visszaemlékezése szerint már hároméves korától rendszeresen énekelt), ennek ellenére mindössze egyetlen EP-t, majd jóval később egyetlen nagylemezt adott ki.
15 évesen vásárolta meg első gitárját, ugyanebben az időszakban kezdett dalokat komponálni. Egy osztálytársával együtt rendszeres látogatója lett az akkori fiatalok óriási rajongása által övezett Salut les copains rádióműsor stúdióinak, ahol a korszak megannyi sztárjával nyílt alkalma találkozni. Ott ismerte meg Sylvie Vartan fivérét, Eddie Vartant is, aki azt javasolta neki, hogy álljon össze Frankie Jordannel egy duettre. Ő örömmel elfogadta volna az ajánlatot, de kiskorú lévén ehhez a szülei beleegyezése is kellett volna, apja viszont közölte, hogy erről szó sem lehet mindaddig, amíg lánya le nem teszi az érettségit. [A lehetőséget ezt követően Sylvie Vartan kapta meg, aki számára ez is hozzájárult ahhoz, hogy rövidesen Franciaország egyik legnépszerűbb énekesnője lett.]
Az érettségi utáni nyarat Cadaquésban töltötte, itt többek között Salvador Dalíval is megismerkedett, aki bátorította zenei elképzeléseinek kibontakoztatására. Ugyanezen év őszén jogi karon kezdte meg egyetemi tanulmányait, de nem sokkal később pszichológia szakra nyergelt át, szabad idejét pedig kreativitása kibontakoztatására fordította. Ennek eredményeként 1967-ben szerepet kapott Jacques Tati Play time című filmjében, egyúttal szerződést kötött a Vogue-gal, ahol rávették, hogy művésznévként a Cosette nevet használja. Zenei karrierje mégsem alakult úgy, ahogyan szerette volna, mert a zenei rendezője kifejezett ellenszenvvel viseltetett a szerzeményei iránt.
Cosette így egyetlen EP-t tudott megjelentetni szerzeményeiből; a lemezen négy saját dala szerepelt. Címadó dalként a kiadó a Le grand chaperon noir című dalt választotta, ám két másik dala, a Les cheveux dans les yeux és az Idéalisation is ismertebbekké váltak ennél. [Ez utóbbit ismét a népszerű dalok közé emelte, amikor 2003-ban egy amerikai mozifilm, a The yes men filmzenéjének összeállításához is felhasználták.] A lemez felvételei sem mentek egyszerűen, mert Cosette-nek nem tetszett az a hangszerelés, amellyel a kiadó által felkért Jacques Dutronc és zenésztársai lemezre akarták játszani a Le grand chaperon noir-t, ezért az a felvétel abban a formájában nem is került fel a lemezre.
Valószínűleg a kiadó néhány munkatársával kialakult rossz viszonya játszhatott közre abban is, hogy meghiúsult egy televíziós fellépése; a kudarc megingatta az önbizalmát, olyannyira, hogy rádiós barátját, a Salut les copains-t vezető Daniel Filipacchinak sem merte felvetni, hogy hívja el a műsorába. Csalódottságát az is fokozta, amikor megtudta, hogy miután szerepet kapott  Philippe Noiret egyik filmjében az egyik, számára fontos jelenetet, amiben ő is szerepelt, az utolsó vágások során kihagyták a film végső verziójából.
A kudarcok nyomán visszavonult a zenei élettől (legalábbis előadóként, mert dalszerzőként továbbra is tevékenykedett); pszichológusként helyezkedett el egy sérült gyerekeket gondozó intézetben, és férjhez ment egy dzsesszzenészhez, akivel még Párizsból is elköltöztek. Később a reklámszakmába került át, és az 1970-es évek végén több számot is írt más előadóknak, köztük a brit Petula Clarknak (Lève-toi Petula) és az olasz Raffaella Carrának (Super français). Néhány demót maga is felvett, melyek egyike felkeltette a Capitol Records egyik producerének az érdeklődését, amikor azonban megtudta, hogy az előadó már 34 éves, lefújt minden további lépést.
Az 1990-es években főleg írásból élt, több regénye is megjelent, illetve színpadi szerzőként is bemutatkozott. Már hatvanéves elmúlt, amikor (2008-ban), egy barátja ösztökélésére a zenéhez is visszatért, és kiadta első albumát, C’est re-moi címmel, amelyen 12 saját szerzeménye szerepelt. Nyugdíjas éveiben festéssel és szobrászattal tölti szabadidejét.

## Diszkográfia
EP-k
- Cosette (Vogue, 1967)[1]

A1.: Le grand chaperon noir
A2.: Idéalisation
B1.: Les cheveux dans les yeux
B2.: Ballade pour un pourquoi
Albumok
- C’est re-moi (magánkiadás, 2008)[2]

CD 12 dallal (mindegyik részben saját szerzemény)